# Jerry Andrus
Jerry Andrus (Sheridan, Wyoming, Estados Unidos, 28 de janeiro, 1918 — Albany, Oregon, Estados Unidos, 26 de agosto, 2007) foi um ilusionista, escritor e autor de trabalhos dos quais ficou internacionalmente conhecido pela sua mágica de close-up (magia de perto), prestidigitação, truques mágicos e ilusões de ótica, como a  "Linking Pins" (alfinetes ligados).

## Biografia
Jerry Andrus nasceu em 28 de janeiro de 1918 em Sheridan Wyoming.  Aos 10 anos ele se mudou para Albany (Oregon), onde viveu até sua morte, em 2007. Aos 12, Andrus se interessou por ilusionismo quando ele viu a apresentação de um "ex-medium".
Ele entrou para Society of Young Magicians quando tinha 16 e logo ficou conhecido como o "mágico dos mágicos". De acordo com um amigo de longa data, Ray Hyman, a mãe de Jerry era uma cristã fundamentalista, e seu pai morreu quando ele ainda era jovem. Jerry se tornou um cético por volta dos 12 anos quando o seu time do ginásio perdeu uma partida de basquete para uma escola rival, e os colegas culpavam os juízes como o motivo da derrota. Jerry teve então uma epifania ao se dar conta que a outra escola estaria dizendo a mesma coisa se a derrota tivesse sido deles. A partir desse momento, Jerry começou a desafiar as crenças que eram tidas como garantidas.

## Mágica
Sendo um mágico auto didata, Andrus preferia desenvolver o seu próprio estilo ao invés de aprender a arte tradicionalmente passada de mão em mão de um mágico para outro, eventualmente se tornando um dos mais influentes mágicos de close up de todos os tempos.
Ele era conhecido por muitos mágicos consagrados, como Lance Burton, Doug Henning, e Penn & Teller, por seus truques exclusivos em close-up , sua mágica de prestidigitação.
A Associação Internacional de Mágicos (International Brotherhood of Magicians) afirmava que Andrus era conhecido por seu '"Master Move" ', um truque de prestigitação sem o necessário "falso movimento".
Ele era um dos membros mais antigos do The Magic Castle em Hollywood, Los Angeles, California, Andrus se apresentava lá semestralmente até pouco antes de sua morte. "Com mais de cinco mil membros do The Magic Castle... esse senhor era o mebro número 306, e se apresentava lá desde que abrimos as portas"

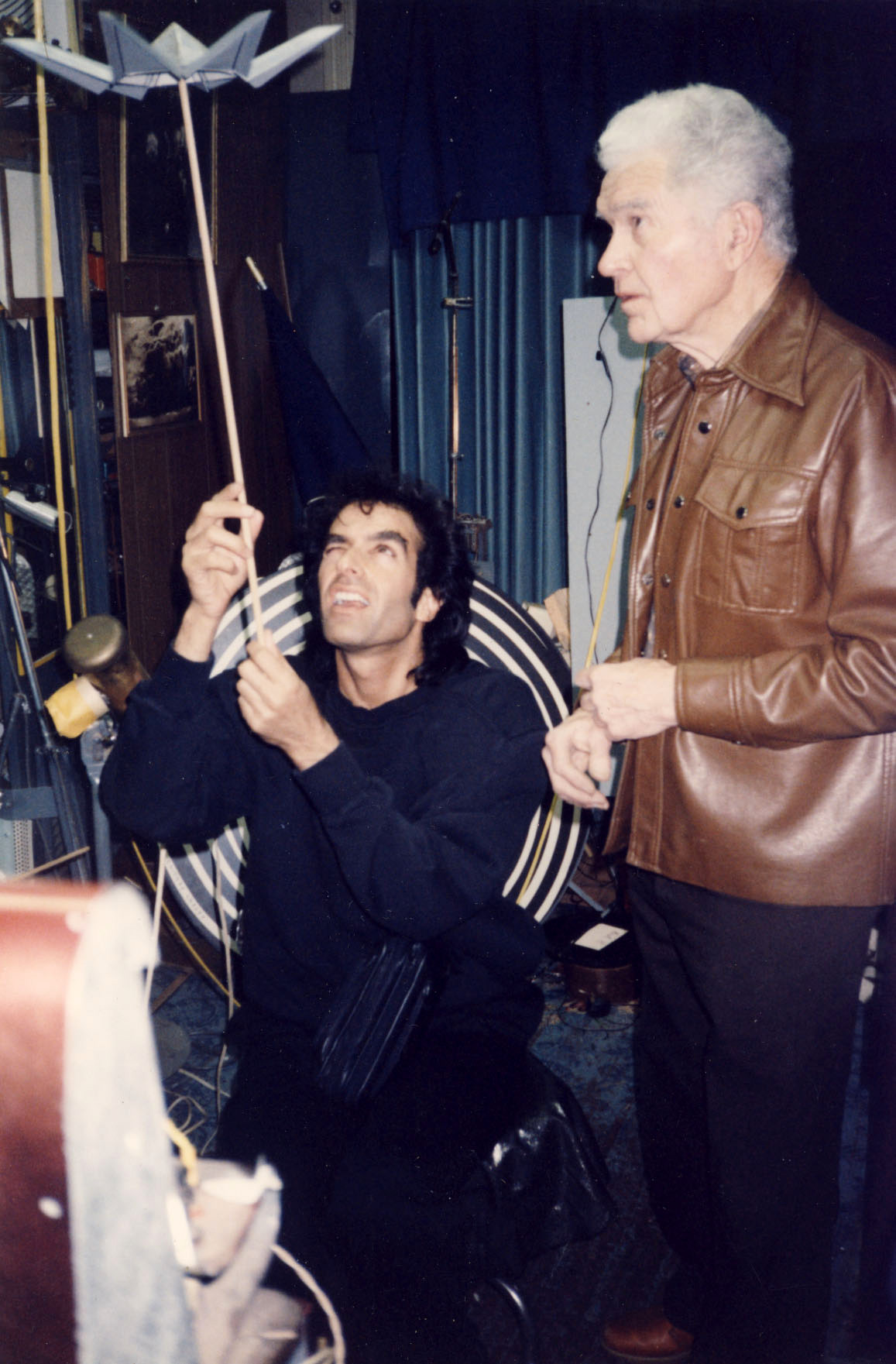
David Copperfield visitando Jerry Andrus no Castelo do Caos

## Ilusões de Ótica
Ray Hyman acredita que ele é o responsável por despertar em Andrus o interesse em ilusões de ótica. Um dia Hyman mostrou a Andrus como fazer a Ilusão de Mach usando um cartão de arquivo. A princípio Andrus aparentou não estar interessado, mas voltou para Hyman algum tempo depois e mostrou-lhe como ele a havia melhorado inventando uma ilusão de uma casa que se expandiu quando virava. Ele chamou isso de A Ilusão do Paradoxo da Casa.
Em sua palestra no Skeptic's Toolbox sobre a importância de compreender ilusões óticas, Andrus disse: "O ponto de demonstrar ilusões não é meramente para mostrar nos que podemos ser enganados... mas ao invés disso apreciar é apreciarmos que a mente humana está de fato funcionando corretamente... nós olhamos para o carro estacionado na rua, nós deduzimos que a parte do carro que não podemos ver está lá também; nossos cérebros têm que fazer isso para que possamos dar sentido ao mundo ao nosso redor."
Em 1954, Andrus criou a famosa "Alfinetes Ligados" (Linking Pins), uma mágica "close-up" na qual os alfinetes de segurança fechados são rapidamente ligados como elos aos pares, e em trios e em correntes.
Ele foi convidado pelo seu amigo e também mágico Ray Hyman, Andrus levou várias de suas ilusões de óticas para o evento aunal Skeptic's Toolbox que ocorre todo agosto no campus da Universidade do Oregon. Duas das mais populares ilusões de Andrus a "Caixa Impossível" e "Oregon Vortex plank illusion" (A ilusão da placa do Vórtice do Oregon) que são explicados nesse artigo da revista Skeptical Inquirer. e nesse site.
Até poucos meses antes da sua morte, Andrus continuou a inventar ilusões. Os seus materiais eram itens de uso comum como molas de metal, cordas, fios, cartões, varas de madeira e metal. Muitas de suas ilusões estão disponíveis na internet

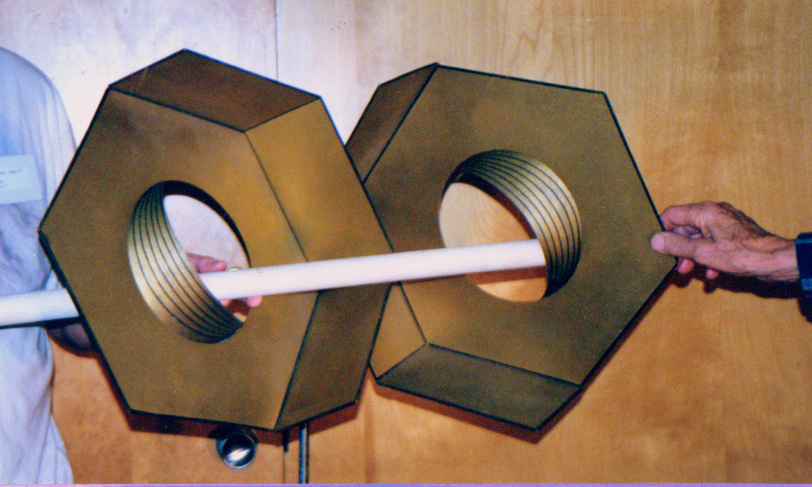
Ilusão da "Porca e Parafuso", inventada por Jerry Andrus - Apresentação no evento Skeptic Toolbox em 2001

## Ceticismo
Sendo ele um declarado defensor do ceticismo científico e um agnóstico, Andrus frequentemente dava palestras em conferências científicas e céticas, usando suas ilusões de ótica e truques de mágica para demonstrar a facilidade com que a mente poderia ser enganada pelos olhos. Ele argumentava sobre uma forma de [ciência cognitiva] que tentava explicar que isso ocorria porque a mente funcionava em um nível inconsciente, ela pode ser levada a perceber erroneamente as sensações de coisas aparentemente normais. "Existem muitas pessoas que acreditam no paranormal...mas quando se trata de evidência objetivas, eu não credito que exista nada."
Jerry Andrus e Ray Hyman apareceram na TV canadense em 1975 onde eles explicaram  e duplicaram os truques supostamente paranormais realizados por Uri Geller, que havia se apresentado no mesmo programa ao para o apresentador Dick Klinger na semana anterior.  Dick Klinger perguntou, "Uri Geller tem qualquer habilidade sobrenatural?" e Andrus respondeu , "Não".

## Castelo do Caos
A casa de Andrus ficava em Albany no [Oregon] (EUA), a que Andrus se referia como sendo o "Castelo do Caos" em referência aos inúmeros itens que ele colecionou através dos anos que ele esperava algum dia transformar no que ele dizia "alguma coisa espetacular" e era aonde ele inventava os seus truques. Frequentemente ele recebia eventos e fazia excursões para mágicos e fãs. Na visita de 1982 da Sociedade de Mágicos Americanos (M-U-M) eles declararam, "O nosso anfitrião Jerry conduziu a nossa visita ao Castelo do Caos, e fico feliz em dizer que a maioria dos que foram a visita voltaram em segurança. Alguns poucos ainda estão desaparecidos, mas eles não são realmente importantes. Jerry Andrus foi um anfitrião muito simpático; e uma vez ele quase riu; mas ele se recompôs rapidamente." A revista Omni (Agora conhecida como o NOVA) visitou sua casa para o especial de TV The New Frontier apresentado por Peter Ustinov onde eles mostraram Andrus tocando o órgão que ele inventou que as teclas quando tocadas ligavam e desligavam as luzes em toda sua casa. O Castelo do Caos foi considerada patrimônio histórico pelo governo do estado do [Oregon] .

## Tributos a Jerry Andrus
Quando James Randi foi perguntado sobre quando ele conheceu Jerry Andrus ele disse, "É dificil dizer, Jerry é uma dessas pessoas que eu acho que eu sempre conheci". "Eu o conheci em Nova Iorque junto com Martin Gardner. "Jerry foi o homem mais honesto que eu conheci...ele não podia mentir sobre nada... ele era um gênio, um grande homem e eu sentirei a falta dele todos os dias". Em sua última conversa com Randi, Andrus disse, "Eu estive em todos os lugares que eu queria ir, eu conheci todas as pessoas que queria conhecer... eu nunca fiz isso antes, e me disseram que você não tem a chance de fazer isso de novo. Eu estou observando coisas realmente interessantes, eu gostaria que eles não me enchessem de drogas porque eu gostaria de fazer algumas anotações".
Serviço Memorial
Quando perguntado sobre as contribuições de Andrus, Michael Shermer disse "o quão fácil é nos enganar... e isso nos diz algo sobre como a mente funciona... a psicologia e a enganação da ilusão, e o quanto isso é importante".
Di Vernon disse "Eu venho tentando pensar em um superlativo mas eu sou antiquado e acho que sou totalmente inadequado para descrever as muitas ideias revolucionárias incorporadas pela mágica de Jerry Andrus".
The Great Blackstone "E devo dizer que essa é a melhor mágica de "close-up" que eu já vi"."
Eddie Clever declarou "Obrigado Jerry por colocar a mágica de volta na mágica".
Martin Gardner "Eu nunca tinha visto um mágico de close-up que constantemente e completamente me deixava de queixo caído. Jerry Andrus é um mágico original, seus métodos são diferentes de todos os outros mágicos...seus efeitos tem que ser vistos e não se pode crer neles".

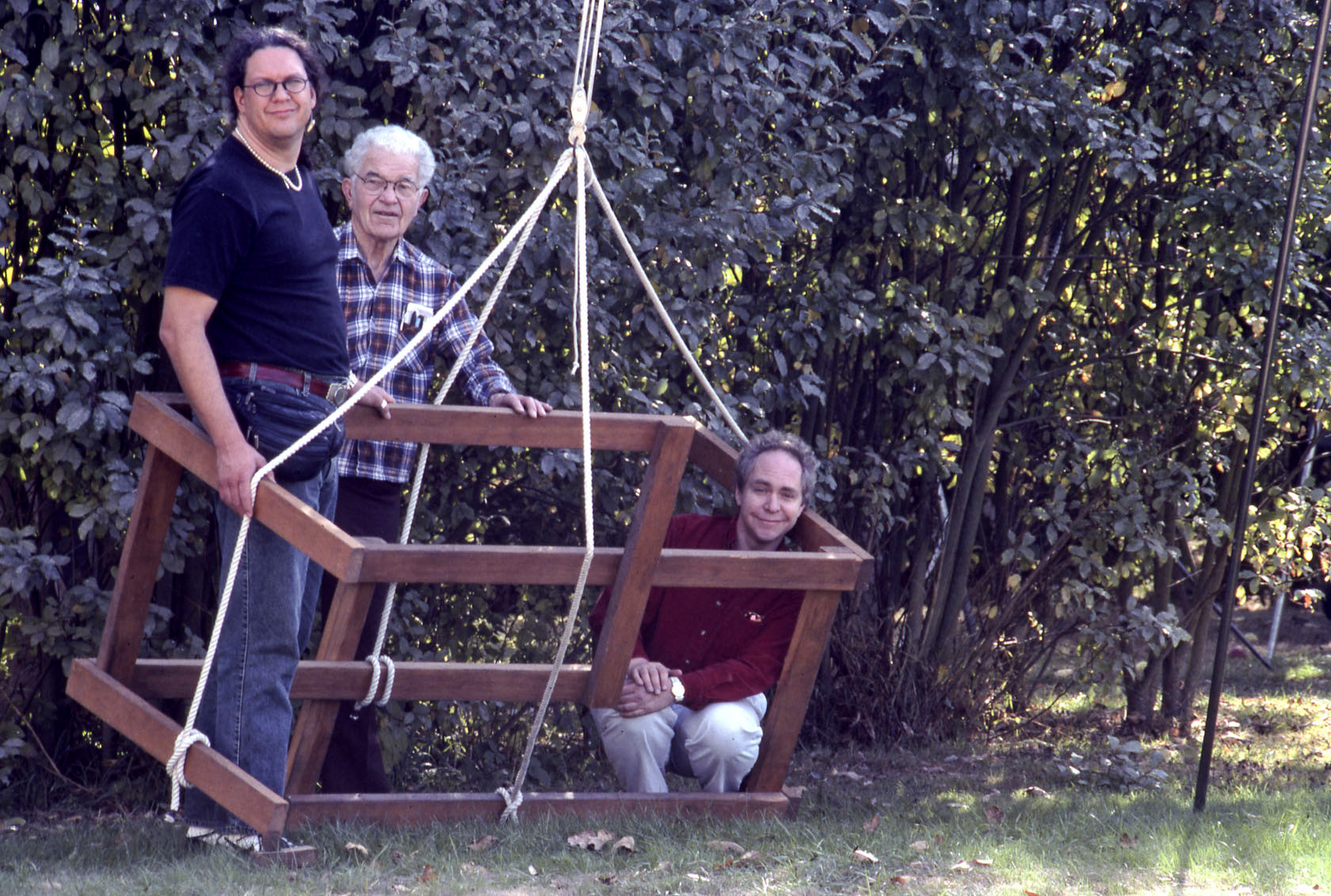
Penn & Teller visitam o Castelo do Caos - Ilusão Caixa Impossível

## Citações
"Eu posso enganá-lo porque você é um humano," disse Andrus. "Você tem uma maravilhosa mente humana que funciona igual a minha mente humana. Usualmente quando nós somos enganados, não é que a mente tenha cometido um erro. É que ela chegou a conclusão errada pelos motivos certos."
"Cada um de nós possui um cérebro único que pode ser concebivelmente a coisa mais maravilhosa em todo o universo. O que fazer com ele? A maioria de nós o deixa ficar lá e apodrecer"
"Como eu acho que não existe nada de paranormal, essa é a única razão pela qual eu sou tão interessado as ilusões de ótica tridimensionais...Acontece que eu sou agnóstico, e depois que eu morrer, eu estou morto e acabou... e eu penso que essa é a única vida que nós temos. Espero que depois que eu esteja morto alguns dos meus textos e outras coisas ajudem as pessoas a terem uma melhor perspectiva sobre a vida".
"Eu de fato, ouvi o chamado da alvorada" I have indeed, heard the dawn calling... "
"...uma boa morte para mim seria aquela que algumas das coisas que eu deixei para trás tenham uma boa influência nas pessoas para que elas tendam a deixar o mundo um pouco melhor do que eu o encontrei "."
"Nós saltamos para as conclusões baseados nas nossas experiências passadas e como nós vemos as coisas"."
Ao tentar elogiar a apresentação do mágico Max Maven Andrus disse, "Max, você tem realmente uma bela voz".

## Lista de Trabalhos

### Livros e palestras
- Andrus Deals You in (Andrus coloca você dentro) (1956)
- Sleightly Miraculous (levemente miraculoso) (1961)
- Special Magic (Palestra da sua excursão de 1974 para o Japão) (1974)
- More Sleightly Slanted (Mais levemente desviado) (Palestra) (1977)
- Andrus Card Control (Controle de Cartas com Andurs) (com Ray Hyman) (2000)
- Kurious Kards and $5 Trix (Truques de cinco dólares e cartas curiosas (2001)
- Safety Pin-Trix (Truque do Alfinete de Segurança)

## Documentários
- A Thing of Wonder: The Mind & Matter of Jerry Andrus (Uma coisa para se maravilhar: A mente e a matéria de Jerry Andrus) (2002)[36]
- Andrus: The Man, The Mind and the Magic (Andrus: O Homem, A Mente e a Mágica) (2008)[1]

## Jerry Andrus se Apresentando
- Table Act - 1960
- Zone Zero Illusion
- Jerry Andrus in Atlanta 1993 with illusions
- Close-up act at Magic Castle - 1998